# 列讷
列讷（法語：Lierneux，法語發音：[ljɛʁnø]）是比利时瓦隆大区列日省韋爾維耶區的一个市镇，东南西三面与盧森堡省接壤，通行法语，是比利时法语社群的一部分，人口3,601人（2018年1月1日）。

## 友好城市
- 法國 瓦勒德默兹